# Maartje van Putten
Maria Jeanette Anna (Maartje) van Putten, née le 5 juillet 1951 à Bussum, est une femme politique néerlandaise.
Membre du Parti travailliste, elle siège au Parlement européen de 1989 à 1999. 